# Скон (Шотландия)
Скон (на английски: Scone, произнася се /skuːn/, на шотландски германски: Scuin; на шотландски келтски: Sgàin) е град, разположен в област Пърт анд Кинрос, Шотландия. Според преброяването на населението през 2016 г., населението му е 5050 души.